# Caraúbas (ort)
Caraúbas är en ort i Brasilien.   Den ligger i kommunen Caraúbas och delstaten Rio Grande do Norte, i den östra delen av landet, 1 600 km nordost om huvudstaden Brasília. Caraúbas ligger 152 meter över havet och antalet invånare är 12 462.
Terrängen runt Caraúbas är platt. Runt Caraúbas är det glesbefolkat, med 16 invånare per kvadratkilometer.. Det finns inga andra samhällen i närheten.
Omgivningarna runt Caraúbas är huvudsakligen savann.